# جون بري بارلو
جون بري بارلو (بالإنجليزية: John Perry) (مواليد 3 أكتوبر 1947 - 7 فبراير 2018) هو شاعر، وكاتب أغاني، ومقالاتي، ومدون، وفلاح، وناشط إنترنت، وشاعر غنائي، من الولايات المتحدة الأمريكية، ولد في جاكسون، هو عضوٌ في الحزب الجمهوري.

## التعليم
تعلم في جامعة وسليان.

## جوائز
حصل على جوائز منها:
- قاعة مشاهير الإنترنت (جائزة) (2013).

## وصلات خارجية
- جون بري بارلو على موقع IMDb (الإنجليزية)
- جون بري بارلو على موقع الموسوعة البريطانية (الإنجليزية)
- جون بري بارلو على موقع ميوزك برينز (الإنجليزية)
- جون بري بارلو على موقع إن إن دي بي (الإنجليزية)
- جون بري بارلو على موقع أول ميوزيك (الإنجليزية)
- جون بري بارلو على موقع ديسكوغز (الإنجليزية)
- جون بري بارلو على موقع قاعدة بيانات الفيلم (الإنجليزية)